# Зак Стаблети Кук
Зак Стаблети Кук (Бризбејн, 4. јануар 1999) аустралијски је пливач чија су специјалност трке прсним стилом на 100 и 200 метара. 

## Спортска каријера
Након неколико одличних резултата на локалним такмичењима широм Аустралије, дебитовао је на међународној сцени у августу 2017. на Светском јуниорском првенству у Индијанаполису и већ на том такмичењу остварио је два запаженија резултата. Прво је успео да се пласира у финале трке на 100 прсно, где је заузео шесто место, да би два дана касније у финалу на 200 прсно освојио бронзану медаљу. Годину касније, на Панпацифичком првенству у Токију, освојио је своју прву сениорску медаљу, сребрну на 200 прсно. 
На светским првенствима је дебитовао у корејском Квангџуу 2019, где се такмичио у својој примарној дисциплини 200 прсно, пласиравши се у финале, које је окончао на четвртом месту. 